# Trazas metálicas
Las trazas metálicas son metales en cantidades extremadamente pequeñas, casi en el nivel molecular, que residen o están presentes en el tejido y las células de los animales y las plantas. Son una parte necesaria de la buena nutrición, aunque pueden ser tóxicos si son ingeridos en cantidades excesivas.
Las trazas metálicas incluyen el hierro, el magnesio, el zinc, el cobre, el cromo, el níquel, el cobalto, el vanadio, el arsénico[cita requerida] , el molibdeno, y el selenio.[cita requerida]
Las trazas metálicas son agotadas con el gasto de energía por un organismo vivo. Son repuestas en animales al comer plantas, y repuestas en las plantas absorbiendo los nutrientes del suelo en el que la planta crece.
Tanto las píldoras de vitamina para los seres humanos, como los fertilizantes para las plantas, son fuentes adicionales de trazas metálicas.
Algunas veces las trazas metálicas son referidas como trazas de elementos, aunque lo último es una categoría más amplia. Ver también oligoelemento.
- Datos: Q7831165